# Kmetovce
Kmetoc en albanais et Kmetovce en serbe latin (en serbe cyrillique : Кметовце) est une localité du Kosovo située dans la commune/municipalité de Gjilan/Gnjilane, district de Gjilan/Gnjilane (Kosovo) ou district de Kosovo-Pomoravlje (Serbie). Selon le recensement kosovar de 2011, elle compte 691 habitants.

## Histoire
Sur le territoire du village se trouvent les ruines de l'église Saint-Barbe, qui font partie du monastère de Kmetovce ; l'église a été construite dans le dernier quart du XIVe siècle ; elle figure sur la liste des monuments culturels d'importance exceptionnelle de la république de Serbie et est inscrite sur la liste des monuments culturels du Kosovo.

## Démographie

### Évolution historique de la population dans la localité
| 1948 | 1953 | 1961 | 1971 | 1981 | 1991  | 2011 |
| ---- | ---- | ---- | ---- | ---- | ----- | ---- |
| 525  | 637  | 770  | 919  | 982  | 1 030 | 691  |

|  |

### Répartition de la population par nationalités (2011)
En 2011, les Albanais représentaient 87,70 % de la population et les Serbes 12,16 %.